# فن آسیب‌شناسی و روش‌های رنگ‌آمیزی
فن آسیب‌شناسی و روش‌های رنگ‌آمیزی کتابی از مسلم بهادری است که در سال ۱۳۶۹ منتشر و در مراسم کتاب سال جمهوری اسلامی ایران به‌عنوان کتاب برگزیده معرفی شد.